# جيمس غو
جيمس غو هو سياسي نيوزيلندي، ولد في 1862، وتوفي في 1942.